# Boris Alexandrowitsch Gorban
Boris Alexandrowitsch Gorban (russisch Бори́с Алекса́ндрович Го́рбань, engl. Transkription Boris Aleksandrovich Gorban; * 26. Dezember 1978 in Duschanbe, TaSSR, Sowjetunion) ist ein ehemaliger russischer Sprinter und Hürdenläufer, der sich auf die 400-Meter-Distanz spezialisiert hat. Mit der russischen 4-mal-400-Meter-Staffel gewann er 2001 und 2004 jeweils die Silbermedaille bei Hallenweltmeisterschaften.

## Sportliche Laufbahn
Erste internationale Erfahrungen sammelte Boris Gorban vermutlich im Jahr 1994, als er bei den Juniorenweltmeisterschaften in Lissabon mit 57,81 S in der ersten Runde im 400-Meter-Hürdenlauf ausschied. Im Jahr darauf gewann er bei den European Youth Summer Olympic Days in Bath in 52,92 s die Bronzemedaille und 1996 schied er bei den Juniorenweltmeisterschaften in Sydney mit 52,20 s im Halbfinale aus und verpasste mit der russischen 4-mal-400-Meter-Staffel mit 3:13,56 min den Finaleinzug. Im Jahr darauf siegte er in 50,95 s über 400 m Hürden bei den Junioreneuropameisterschaften in Ljubljana. 1998 schied er bei den Halleneuropameisterschaften in Valencia mit 48,11 s im Vorlauf über 400 Meter aus und im August kam er bei den Europameisterschaften in Budapest mit 50,04 s nicht über die erste Runde über 400 m Hürden hinaus. Zudem kam er mit der Staffel im Vorlauf nicht ins Ziel. Im Jahr darauf gewann er bei den U23-Europameisterschaften in Göteborg in 49,94 s die Silbermedaille hinter dem Deutschen Thomas Goller und 2000 schied er bei den Halleneuropameisterschaften in Gent mit 47,56 s im Halbfinale über 400 Meter aus. Zudem wurde er im Staffelbewerb disqualifiziert. Im September startete er über 400 m Hürden bei den Olympischen Sommerspielen in Sydney und schied dort mit 49,29 s im Halbfinale aus. 2001 schied er bei den Hallenweltmeisterschaften in Lissabon mit 47,48 s ebenfalls im Semifinale im 400-Meter-Lauf aus und gewann mit der Staffel in 3:04,82 min gemeinsam mit Alexander Ladeischtschikow, Ruslan Maschtschenko und Andrei Semjonow die Silbermedaille hinter dem polnischen Team. Im August wurde er bei den Weltmeisterschaften im kanadischen Edmonton im Finale über 400 m Hürden disqualifiziert und anschließend belegte er bei den Goodwill Games in Brisbane in 48,98 s den vierten Platz. 2003 schied er bei den Weltmeisterschaften nahe Paris mit 49,42 s im Halbfinale aus und im Jahr darauf gewann er bei den Hallenweltmeisterschaften in Paris in 3:06,23 min gemeinsam mit Dmitri Forschew, Andrei Rudnizki und Alexander Ussow die Silbermedaille hinter dem jamaikanischen Team. Im August nahm er erneut an den Olympischen Sommerspielen in Athen teil und schied dort mit 49,46 s im Semifinale über 400 m Hürden aus. Im selben Jahr beendete er seine aktive sportliche Karriere im Alter von 26 Jahren.
In den Jahren 2001, 2003 und 2004 wurde Gorban russischer Meister im 400-Meter-Hürdenlauf. Zudem wurde er 2001 Hallenmeister über 400 Meter.

## Persönliche Bestleistungen
- 400 Meter: 46,61 s, 19. Mai 1998 in Moskau
  - 400 Meter (Halle): 46,33 s, 17. Februar 2001 in Moskau
- 400 m Hürden: 48,50 s, 8. August 2001 in Edmonton